# Tafas
Pour les articles homonymes, voir Tafa.
Tafas (طفس) est une ville du sud de la Syrie dépendant du gouvernorat de Deraa. Elle comptait 32 236 habitants au recensement de 2004.

## Géographie
La ville se trouve à 83 kilomètres au sud/sud-ouest de Damas.

## Histoire
Avant la période hellénistique, la déesse Isis Lactans était adorée à Tafas, comme le prouve une statuette découverte ici. Pendant la période romaine, il existait une communauté juive. Plusieurs stèles funéraires, la plus ancienne datant de 64 av. J.-C., ont été découvertes à Tafas. Un bronze romain patera a été aussi mis au jour, mais il a été dérobé du musée de Damas.

### Époque ottomane
En 1596, Tafas figure sur les registres d'impôts ottomans, comme faisant partie de la nahié (canton) de Bani Malik al-Asraf, dans le Qada Hawran. Tafas comptait alors une a population de 73 foyers et de 40 célibataires, tous musulmans. Les villageois payaient l'impôt sur le blé, l'orge, divers froments, les têtes de troupeaux ovins et les rûches.
En 1810, Tafas a été dévasté par des tribus wahhabites, d'après le témoignage de Burckhardt. la première école élémentaire a été construite ici en 1865. Dans les années 1880, Tafas avait l'aspect d'un village moyen avec environ une centaine de maisons de pierre pour une population de 250 musulmans. Certaines maisons étaient en ruines et inhabitées. Le village comptait aussi une mosquée. Une décennie plus tard, Tafas comptait 90 maisons et 400 habitants.
Tafas a été en 1918 le théâtre d'un massacre odieux perpétré par l'armée ottomane en retraite à la fin de la Première Guerre mondiale. En représailles, les troupes de T.E. Lawrence ont pu capturer les colonnes turques et ont fusillé les prisonniers (au nombre de 250) dont des soldats allemands et autrichiens.

### Histoire récente
Au début de la guerre civile syrienne, un grand nombre d'habitants de Tafas rejoignent des manifestations hostiles au régime baassiste de Bachar al-Assad et trois manifestants sont tués par les forces de sécurité. En mai 2011, l'armée syrienne assiège la ville et arrête 250 opposants.
La ville est aux mains des rebelles du Front du Sud, mais au début de l'année 2016, l'armée syrienne, notamment les forces de la 5e division armée (12e, 15e et 38e brigades) reprend des villages environnants.
L'armée syrienne vient de reprendre la ville de Tafas dans le sud syrien.[Quand ?]